# Celine Samoborske
Celine Samoborske is een plaats in de gemeente Samobor in de Kroatische provincie Zagreb. De plaats telt 280 inwoners (2001).